# Basilika
Il termine greco Basilika (in greco Βασιλικά?) indica una raccolta di leggi completata attorno all'892 d.C., a Costantinopoli, per ordine dell'imperatore bizantino Leone VI il Saggio, negli anni della dinastia macedone. Fu una continuazione degli sforzi di suo padre, Basilio I, per semplificare e adattare il Corpus iuris civilis dell'Imperatore Giustiniano, emesso tra il 529 e il 534, che era ormai diventato obsoleto. Il termine "Basilika" non deriva dal nome dell'imperatore Basilio, ma piuttosto dall'aggettivo sostantivato greco τὰ Βασιλικά, col significato di "[Leggi] reali". 

## Antefatti
Molti cambiamenti si erano avuti all'interno dell'Impero bizantino tra il regno di Giustiniano e Leone VI, principalmente il cambio di lingua. Durante l'era di Giustiniano, il latino era ancora di uso comune e vi si scrivevano documenti giudiziari e legali. Tuttavia, nel IX secolo l'uso del latino era ormai decaduto, il che di conseguenza rendeva il Corpus iuris civilis difficile da usare per chi parlava greco. Inoltre, molte delle leggi all'interno del Corpus iuris civilis non avevano ormai più valore nei confronti della maggior parte delle persone, e nuove leggi erano state emanate per prendere il loro posto. Ciò rese necessaria una revisione del sistema giuridico bizantino. 
Il Codice di Giustiniano aveva, di fatto, concluso gli sviluppi giuridici per i due secoli successivi alla sua pubblicazione. Inoltre, il sistema giuridico bizantino operava come un sistema codificato, in cui la sentenza pronunciata da un giudice doveva essere fondata su un passaggio di legge precedentemente emesso da un legislatore. Ciò rese impossibile per un giudice stabilire dei precedenti. C'era una grande confusione tra i giudici su quali documenti legali dovessero fare da riferimento (il Codice di Giustiniano o altri codici stati scritti nei secoli successivi). Inoltre, il Codice di Giustiniano aveva ufficialmente spogliato il ramo legislativo della sua autorità, rendendo difficile per i giudici sapere a quali codici di legge avrebbero dovuto aderire. Con un codice di legge in greco, gli avvocati furono in grado di utilizzarlo nei loro casi, rendendolo uno strumento imprescindibile. Questo era un netto contrasto con il Corpus iuris civilis, che si era rivelato troppo complesso e completo per essere usato a livello pratico persino nel suo stesso tempo. 
I Basilika si presentano anche come una connessione ai tempi precedenti prima del periodo della iconoclastia, dando alla dinastia macedone un senso di legittimità religiosa. Ciò ebbe inizio con Basilio I e il suo desiderio di prendere le distanze dagli iconoclasti e di collegare se stesso e i suoi figli con il loro grande predecessore, Giustiniano I. 

## Struttura deiBasilika
I sessanta libri dei Basilika hanno avuto un profondo impatto sull'insegnamento del diritto nell'Impero bizantino perché conservavano molti documenti legali. 
All'interno dei sessanta libri, oltre alla conservazione del Codice di Giustiniano, furono inclusi anche nuove pratiche legali che si erano evoluti nel corso dei secoli. Comprendevano anche norme di legge avviate da Basilio I, tra cui il Prochiron (un manuale di leggi e norme civili che escludeva quelli non più in uso) e l'Epanagoge (un Prochiron ampliato che includeva un'introduzione e un riassunto), nonché numerosi decreti degli imperatori iconoclasti. Tuttavia, il Codice seguiva ancora la tradizione del Corpus iuris civilis, a cominciare dal diritto ecclesiastico, dalle fonti di diritto, dalla procedura, dal diritto privato, dal diritto amministrativo e dal diritto penale. 
Differiva tuttavia notevolmente nell'uso dei commentari (scholia), che erano frammenti di opere giuridiche del sesto e settimo secolo, che furono poi integrati nel dodicesimo e tredicesimo secolo. In precedenza, Giustiniano aveva messo fuorilegge i commenti sul suo insieme di leggi, rendendo unici gli scholia dei Basilika. Il formato effettivo dei libri stessi varia notevolmente. Alcuni sono rappresentati in un manoscritto, che può contenere o meno scholia o parti complete di altre opere giuridiche che sono state menzionate. Allo stesso modo, alcuni libri sono andati completamente perduti. 

## Implicazioni delBasilika
A differenza del Codice di Giustiniano, che continuò ad avere un impatto in Occidente come continuazione del diritto romano, l'influenza dei Basilika fu limitata all'Impero Orientale. Ciò ha comportato un impatto duraturo sulla moderna legislazione della Grecia. Dopo la guerra d'indipendenza greca contro la Turchia nel 1821, i Basilika furono adottati fino all'introduzione dell'attuale codice civile greco. Questa lunga continuazione della legge bizantina influenzata dai romani presenta un netto contrasto con il sistema legale occidentale.

### Ulteriori letture
- Vasiliev, A. A. History of the Byzantine Empire, 324–1453. Second edition. Madison, 1952 (pp. 342–3). New Cambridge Medieval History. New York: The Macmillan Company, 1923.
- Lawson, F.H. (1933). "The Basilika" . The Law Quarterly Review (46): 486–501.
- Sass, Stephen L. (1965). "Medieval Roman Law: A Guide to the Sources and Literature". Law Library Journal (58):130–135.
- Schminck, Andreas (1989). "Frömmigkeit ziere das Werk". Subseciva Groningana (3): 79-114.
- Sherman, Charles (1918). "The Basilika. A Ninth Century Roman Law Code Which Became the First Civil Code of Modern Law a Thousand Years Later". University of Pennsylvania Law Review and American Law Register (66): 363–367.
- Stolte, Bernard (1998). "Not new but novel. Notes on the historiography of Byzantine Law". Byzantine and Modern Greek Studies (22): 264–279.